# Pauwen
Pauwen (Pavo) zijn een geslacht van grote hoendervogels, waarvan de haan wordt gekenmerkt door een lange en imposante staart. Er zijn twee soorten: de blauwe pauw (Pavo cristatus) en de groene pauw (Pavo muticus). Naast het geslacht Pavo bestaat er ook het pauwengeslacht Afropavo met één soort: de congopauw (Afropavo congensis).

## Kenmerken
Ze vallen binnen de grote familie van de fazantachtigen (Phasianidae) op door hun gekleurde verenkleed en de grote sierveren van de mannetjes. In tegenstelling tot de kleurige verschijning van het mannetje is het vrouwtje van de blauwe pauw onopvallend gekleurd. Bij de groene pauw is het onderscheid tussen de beide seksen kleiner. De pauw is waarschijnlijk de oudst bekende siervogel.

## Geschiedenis
Ruim 4000 jaar geleden bereikte de pauw via Mesopotamië Europa. Oorspronkelijk werden ze vanwege hun schoonheid in parken en tuinen gehouden, maar al gauw werd gebraden pauw een culinair statussymbool. Daarnaast waren de veren zeer gewild als 'droogboeket' of versiering van dameshoeden. Pauwen komen voor in oeroude volksverhalen, daarin horen pauwen bij de liefde en bij de goden. Er zijn mensen die geloven dat het geluk brengt een pauwenveer te vinden.
Een bekend verhaal over de veren van de pauw komt uit de Griekse mythologie. Zeus de oppergod was niet bepaald een trouwe echtgenoot. Toen Hera, zijn vrouw, achter zijn relatie met Io kwam, veranderde ze haar in een koe, sloot haar op in een grot en liet haar bewaken door Argus, een reus met honderd ogen. Zeus had medelijden met Io en stuurde Hermes op pad met de opdracht haar te bevrijden. Hermes besloot Argus in slaap te sussen met muziek. Toen dat eenmaal gebeurd was, doodde hij de reus en bevrijdde Io. Hera was woest vanwege het verlies van haar trouwe dienaar, en zette zijn ogen in de staartveren van haar lievelingsdier, de pauw.
In het Keizerrijk China en in Mandsjoerije was een pauwenveer op de hoed een hoge onderscheiding.

## Voeding
Van nature eten pauwen zowel plantaardig als dierlijk materiaal. Hoofdvoer zijn granen en zaden en speciale voerkorrels voor siervogels. Onkruiden, fruit en groente zijn geschikt als bijvoedsel. Net als andere hoenderachtigen zal het dier insecten en wormen niet versmaden, terwijl het ook andere dieren, zoals kleine slangen, eet als deze beschikbaar zijn. 

## De veren

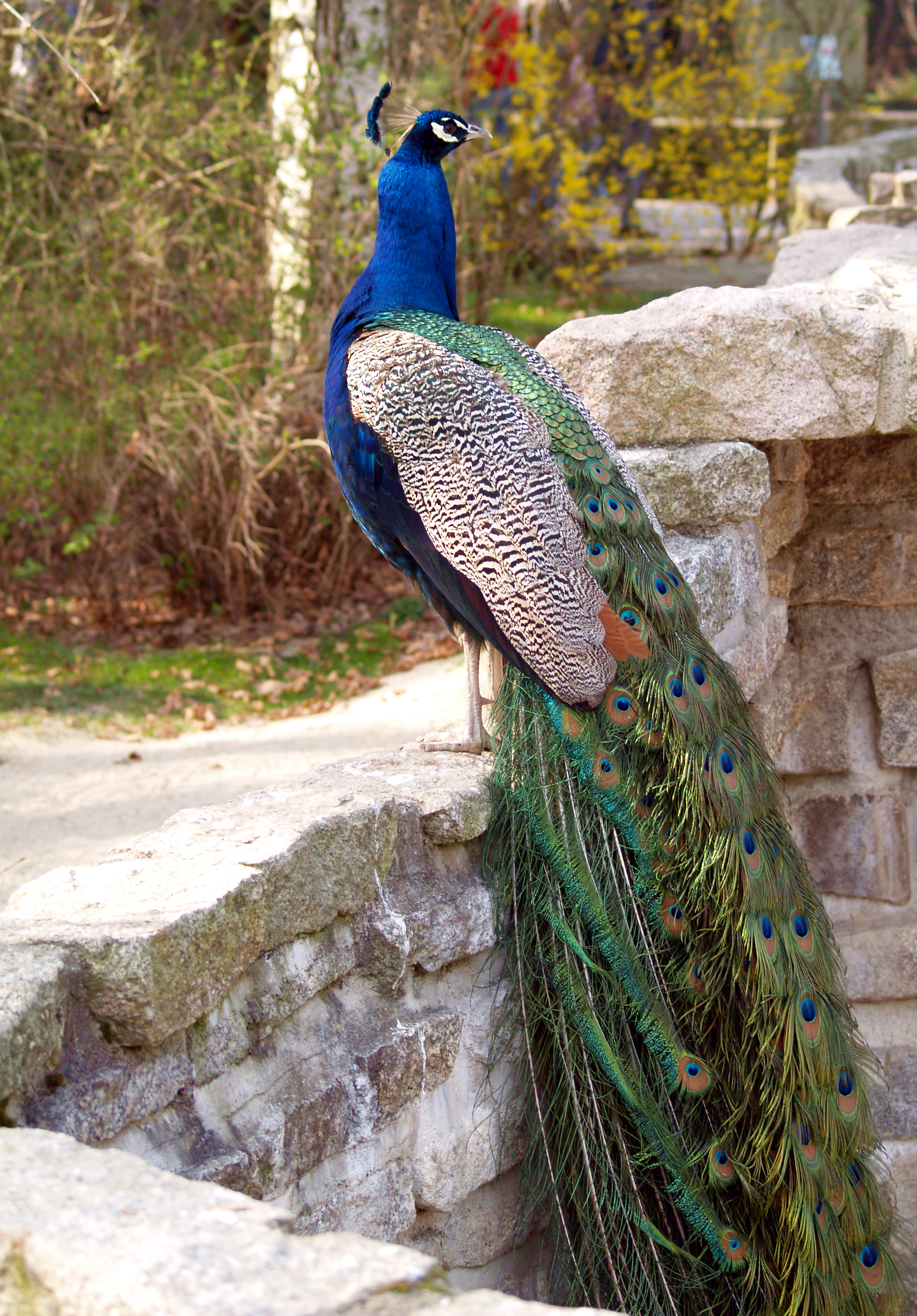
Pauwhaan van de blauwe pauw

### Paring
De hanen van beide soorten hebben een lange sleep, bestaande uit de sterk verlengde staartdekveren, die aan hun uiteinde een pauwenoog vertonen. De sleep bestaat uit zo'n 150 kleurige veren. Als de haan zijn sleep opzet om een wijfje te veroveren, zijn deze veren het duidelijkst te zien. Aan het einde van de winter wil de pauwhaan gaan paren. Als een wijfje interesse toont, draait de haan zijn rug naar het vrouwtje toe zodat het vrouwtje om hem heen moet lopen om zijn prachtige veren nog te kunnen zien. Nadat dit zich een aantal malen heeft herhaald, gaat de hen ten slotte voor de haan liggen, die zijn staartveren invouwt en met het wijfje paart. Op die manier verzamelen de mannetjes twee tot vijf wijfjes om zich heen en paren met hen.

### Motief en kleur

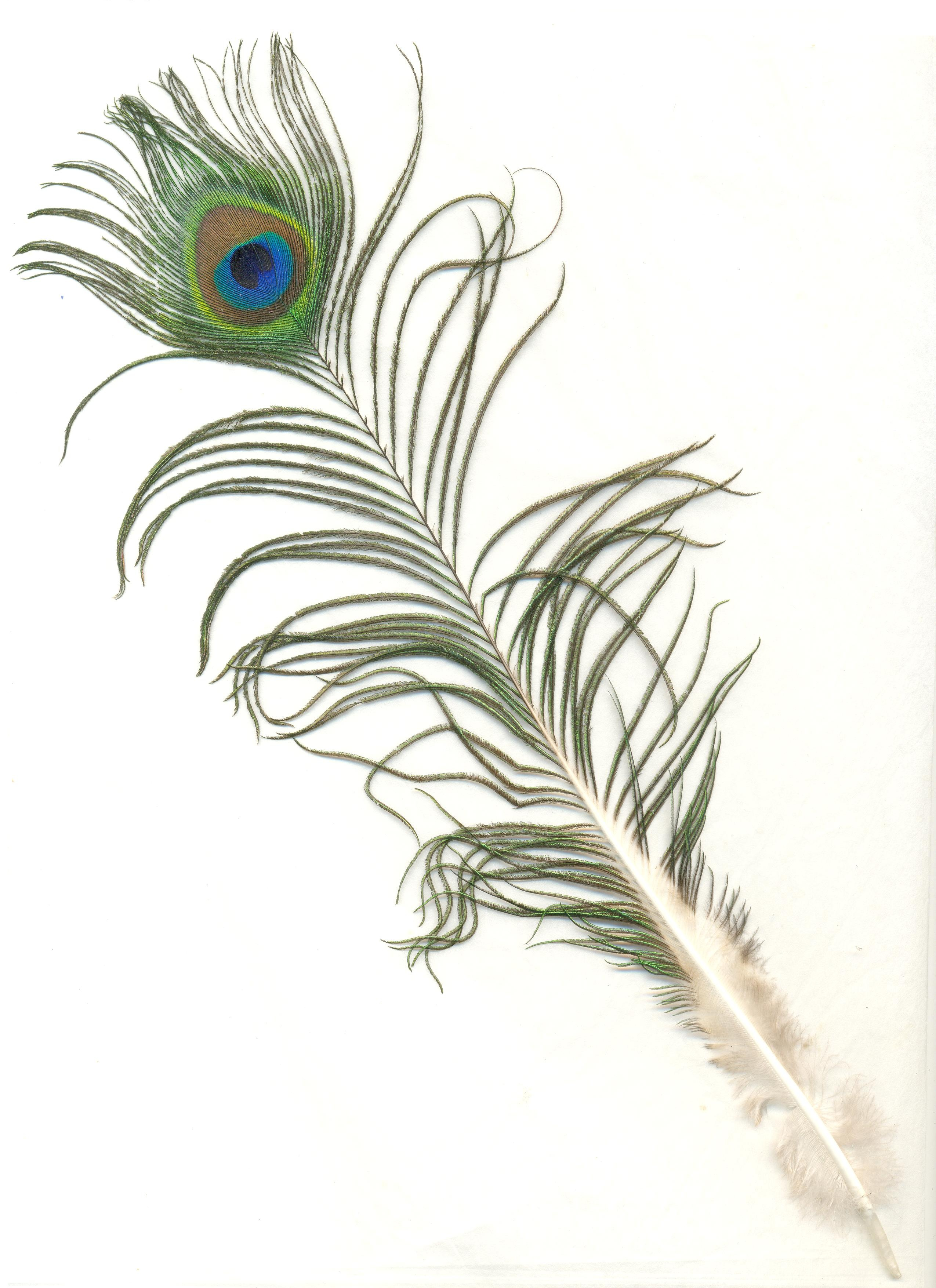
Staartveer van de mannelijke pauw

Het motief van de staartveer werd vaak gebruikt op stoffen en in juwelen. In de jugendstil en bij de Engelse firma Liberty was het een geliefd patroon.
Veel vlindersoorten hebben pauwenogen op hun vleugels. Bekende soorten zijn de dag- en de nachtpauwoog. Ook bestaan er vissen en reptielen met 'pauwoog' in hun naam.
Het blauw van de kop en het lijf van de blauwe pauw is als pauwblauw bekend geworden.

## Het pauwenjong

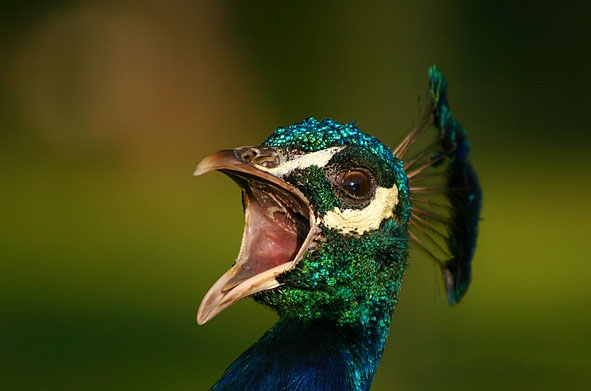
Close-up van een pauwenkop

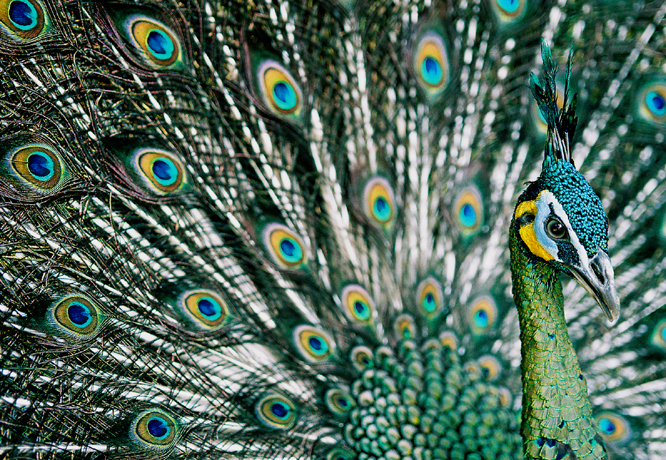
Mannetje van de groene pauw

Bij de blauwe pauw zorgt de hen alleen voor haar jongen. De groene pauw echter leeft in kleine groepjes bestaande uit de haan, zijn hen en de jongen. Nadat de eieren zijn uitgekomen, zorgt de moeder nog lange tijd voor de jongen. Mannetje en vrouwtje maken hun nest meestal in een kuiltje in de grond tussen de struiken. Maar soms ook in een dikke boom, in een leeg roofvogelnest, of zelfs op een gebouw. Het nest wordt bedekt met wat dorre bladeren of gras.
De hen legt gewoonlijk vier tot acht bijna-witte eieren. Ze worden niet allemaal tegelijk gelegd. Pas na het vierde ei begint de hen te broeden. Dat doet ze ongeveer 28 dagen. Kuikens worden met veertjes geboren, niet met dons, zoals veel andere kuikens. Al snel krijgt de jonge pauw een verenkroontje op zijn kop. Een sleepstaart krijgen de hanen pas na het derde jaar, en deze is pas volgroeid als hij 6 jaar oud is. Dit weerhoudt de jonge haantjes er niet van om zich al meteen te oefenen in het pronken. Daarbij zetten ze hun korte staartveren op. Ook jonge hennen vertonen soms deze houding. Als jonge pauwen honger hebben tikken ze op de snavel van de moeder, waarna ze gevoed worden. Als pauwen een goed leven hebben, kunnen ze in gevangenschap 20 tot 30 jaar oud worden.

## Verspreiding
Wilde pauwen leven in de oerwouden van tropisch Azië. Ze verblijven het liefst dicht in de buurt van water. Er wordt onderscheid gemaakt tussen twee soorten:
- De blauwe pauw (Pavo cristatus) leeft in India. De lengte van de haan 180 - 230 cm waarvan de sleep 140 tot 160 cm bedraagt. Hen 90 - 100 cm. Als de blauwe pauw 3 jaar is, is hij geslachtsrijp. Broedduur: ± 28 dagen. Ze vliegen uitstekend en rusten graag op een hoge plaats.
- De groene pauw (Pavo muticus) leeft in Maleisië, Indochina en het eiland Java. Kenmerken van de groene pauw: Grote schubvormige veerpatronen op de hals. Groene pauwen zijn veel schuwer dan blauwe pauwen en laten zich in tegenstelling tot de blauwe soort zelden in de buurt van menselijke woningen zien. Bovendien zijn groene pauwen niet zo goed bestand tegen de winter.

In gevangenschap blijken blauwe en groene pauwen gemakkelijk te kruisen. Veel gehouden kleurvarianten van de blauwe pauw zijn de witte pauw (bruidspauw), de bonte of gevlekte pauw en de zwartvleugelpauw. De witte pauw stamt oorspronkelijk uit India en is in de tijd van de handelsreizen meegenomen naar Europa.